# 망상대리인
망상대리인(일본어: 妄想代理人)은 곤 사토시가 제작하고 매드하우스가 프로듀싱을 맡은 일본의 애니메이션 텔레비전 시리즈이다. 도쿄도 무사시노시의 사회적 현상에 관해 다루고 있다.
이 시리즈는 일본의 WOWOW를 통해 2004년 2월 3일부터 5월 18일까지 방영되었다. Geneon은 북아메리카의 애니메이션을 라이선스하였고 2004년 10월 26일부터 2005년 5월 10일까지 4장의 DVD를 통해 시리즈를 출시했다. UMD 버전의 볼륨 1은 2005년 10월 10일 판매되었다. 오스트레일리아에서는 매드맨 엔터테인먼트를 통해 시리즈가 출시되었다. 카툰 네트워크의 어덜트 스윔에서 2005년 5월 29일 미국내 방영을 시작했으며 영어 더빙이 들어갔고, 앙코르 상영은 2006년 6월 6일 시작되었다.